# Sagbama
Sagbama è una città della Repubblica Federale della Nigeria appartenente allo Stato di Bayelsa. È capoluogo dell'omonima area a governo locale (local government area) che si estende su una superficie di 945 km² e conta una popolazione di 187.146 abitanti.